# 明星大偵探
《大偵探》（英語：Who's the Murderer)，又名《明星大偵探》 部中國大陸 出的明星推理综艺节目, 以「燒腦的劇情,「懸疑推理以及找出真相完成破案」等節目主打，湖南廣播電視臺芒果TV小盒子工作室推, 結合電視劇與綜藝節目特點激發明星们的智慧的脑與刺激的剧情。 第7季起由晏吉工作室製作，節目改名叫《大偵探》。节目制作模式引进自韩国JTBC节目《Crime Scene 犯罪現場》 它被列为“最受欢迎华语综艺节目”。 截止2025年5月，《大侦探》已播出10季。

## 節目形式
- 每期的節目一共有七位玩家参与一个案件，一般為其中一人扮演偵探，另一人扮演侦探助理，亦偶有無助理或双侦探的情況，五人扮演嫌疑人的角色。偵探与助理也有獨立的角色，和五位嫌疑人有著人物的關係。偵探、凶手卡片的身份就隱藏在七張角色卡當中。若是没有侦探助理，则六（五）位嫌疑人和一位侦探。某些案件隨著劇情推進，發現偵探也有嫌疑，即可能取消第一次偵探投票。第九季第5案則为双侦探，没有侦探助理。[8][9][10]
- 第十季为指定角色，玩家看了故事(或者玩法说明书)后直接获得角色卡。
- 五名嫌疑人中隱藏著一名真正的兇手，只有兇手可以說謊。玩家以投票的方式指认兇手，偵探擁有兩次的投票權，嫌疑人和侦探助理各一次投票權。只有成功檢舉或找出兇手，玩家才能胜出。
- 增設實境案件，在實際搭建的建築物內進行搜證，以增加現場感。
- 第一季至第六季：遊戲設置的偵探酬金為金條。
  - 玩家獲勝，則偵探獲得投對次數同等數量金條，投對的玩家以及助理各獲得一枚金條，投錯的玩家及兇手不获得金條；兇手成功隱藏身份，則獲得六/七枚金條。
  - 每期将由内投选出一名MVP玩家，MVP玩家可额外获得一枚金條。
  - 每季完结时，金條榜上排名第一的侦探将会获得“金條王”的称号。
- 第七季至第八季：遊戲設置偵探酬金為徽章。
  - 玩家獲勝，則偵探獲得投對次數同等數量徽章，投對的玩家以及助理各獲得一枚徽章，投錯的玩家及兇手不会获得徽章；兇手成功隱藏自已，則会獲得六枚徽章。
    - 代理会长作为侦探排名发起人，拥有侦探徽章的发放权，不参与最终排名。

  - 每期将由内投选出一名MVP玩家，代理会长可投两票，玩家每人可投一票，MVP玩家额外获得一枚徽章。
  - 每季完结时，玩家根据徽章数量进行排位最终侦探排名，前四的玩家获得侦探俱乐部“闪耀侦探”称号，并且获得专属的“闪耀侦探”荣耀徽章。

## 游戏环节
- 不在场证明阐述。
- 第一轮现场搜证：
  - 六/七名玩家分为两组轮流取证，每组限时十分钟。
    - 第七季第1案《童話學院之畢業悸》、第11案《頂牛之戰》，第八季第1案《落日驚魂》的現場场景较大，故六/七名玩家將同時取證。
    - 第七季第7案《薔薇下的罪惡》中現場有本案偵探的房間。

  - 第八季开始设有抽好运机的机制，抽到六号机的玩家将額外享有多一分钟的搜证时间。
  - 第九季为抽到的玩家额外获得99秒的时间(第十季为100秒)
  - 第十季抽到的号码会在单独顺序投票(所以还没有去投票的玩家们依旧可以互相讨论)，此外玩家(无论侦探还是嫌疑人)可以在搜证的时候可以突然提问该玩家这个证据的由来之类的。
- 第一次集中推理：根据搜集到的线索完成推理。
  - 侦探及侦探助理梳理嫌疑人與死者之間的人物关系。
  - 玩家依次分享自己搜尋到的線索，並指出自己的懷疑對象。偵探將根這些線索分析每位嫌疑人的殺人動機来进行投票。
- 侦探/侦探助理投票：侦探拥有二次投票权，侦探和侦探助理第一輪需要共同非公开投出第一票。侦探助理则参与第二次投的单独非公开投票。
  - 第七季第7案《薔薇下的罪惡》中，由於現場有偵探房間且內藏線索以及訊息，在第一輪搜證後列入嫌疑人之列，即六名玩家角色同為嫌疑人，侦探也失去投票的权利。
  - 第七季第9案《綠洲之上》中，偵探在自己的推理下投出兩位兇手。（若是兩位兇手都投對則算一枚徽章）
  - 第七季第10案《凜冬將至》中，配合劇情沒有配置偵探助理，由偵探(何炅)獨立投票。
  - 第七季第11案《頂牛之戰》中，由於全部嫌疑人皆有嫌疑，玩家们第一轮投票为通过互投选出一位代理侦探（吴昕）。侦探在第二轮投票将有两次的投票权。
  - 第八季第2案《落日驚魂II》中，由於全部嫌疑人皆有嫌疑，取消第一轮投票環節。
  - 第八季第5案《往日迴響》中，由於全部嫌疑人皆有嫌疑，取消第一轮投票環節。
  - 第八季第10案《蓝色大海的传说》中，偵探認為有双人合作作案，因此投票两位凶手。
  - 第九季第四案《博物馆》由于侦探也在线索里面，所以暂时取消。
  - 第十季第一案由于剧情需要取消环节
  - 第十季第九案由于去投票突然护卫传来说贾被杀，所以取消此环节
- 第二轮现场搜证：七名玩家集体进入现场搜证。
  - 侦探（们）入场前会先對嫌疑人進行全面搜身。
    - 第七季第7案《薔薇下的罪惡》中，其中一個嫌疑人在搜證前被兇手殺死，導致出現多一個死者，因此本期玩家进入第二轮搜证前阐述在集中推理和二搜之间的时间线。
    - 第八季第2案《落日驚魂II》沒有此環節。
- 侦探一对一审问：侦探以及侦探助理拥有单独提审嫌疑人的权利，侦探可透过提问让嫌疑人交代自身尚未被觸發的角色細節。（由于那时候杨蓉拍戏扭到腰，第七季第三案取消这个环节。）
  - 第七季第11案《顶牛之战》中由于无侦探，则所有玩家回到自己的空间，若想与其他玩家一对一可以到该玩家的空间，现时五分钟。每个玩家只限找一次人，但被找的次数无限。
  - 第八季第2案《落日驚魂II》，每一位玩家会在15分钟之内私聊一对一询问。
- 第二次集中推理：搜证后，玩家们总结推理思路。
- 第三轮现场搜证：玩家可通过神秘小黑屋进行里面的一些任务，通过任务才能进行第三次现场搜证，未通過任務的玩家则不获此机会。
  - 自第七季起取消这个环节。
  - 在第十季中由于游戏环节升级，未投票的玩家可以在和其他玩家考虑的同时去找证据。
- 单独投票：三分钟单独现场搜证后，玩家逐一进行最后的非公开投票。
  - 第七季第7案《蔷薇下的罪恶》中，最初被发现的死者其实为自杀，因此玩家不需投出那案的凶手。由於另有嫌疑人中途死亡大出版(大张伟)（搜證前），故該嫌疑人未參與最終的投票机会，最终的投票为玩家們投出殺死這個死者的兇手。
  - 第七季第9案《绿洲之上》中，有两个人合作作案（一位杀手和一位控制手），因此玩家投票时必须正确投出两位凶手。
  - 第七季第11案《顶牛之战》中，有三个人合作作案（一位下毒、一位处理尸体、一位把假人伪装成尸体），因此玩家投票时必须正确投出三位凶手。（若是三位兇手都投對則算一枚徽章）。吴昕由于被选为代理侦探，则拥有两次投票权（选择为两次都投同一个组合）。
  - 第八季第2案《落日驚魂II》为投出贾鲨鲨的意识（假如鸥迪嘉的意识在任何一轮被贾家猎杀，则不参与最终投票）
  - 第八季第10案《蓝色大海的传说》出现双人行凶的情况，因此玩家必须正确投出两位凶手。
  - 由于第十季第一案有两名凶手各杀两名死者，所以玩家必须正确投出两位凶手。
  - 从第十季玩家在抽手机的时候获得的数字作为投票的排序，所以只要还没有进去投票间都可以和未投票的玩家讨论或者三搜。
  - 第十季第九案由于全部嫌疑人杀甄，玩家要投出杀贾的凶手
- 公布投票结果：得票最多的玩家将会被关进铁笼。
  - 若得票最多的嫌疑人在故事剧情发展中死亡或逃逸，则不会有玩家被关入笼子。
    - 第八季第二案为意识消除器。

  - 遇到平票的情况时，沒投選獲得平票的嫌疑人的玩家有权利决定最终的结果。
    - 第七季第1案《童话学院之毕业悸》里面，由于无敌大山(大张伟)和戚冰(戚薇)分别各获得4票平票，并没有任何一个人投出除两位以外的其他嫌疑人，导演组决定除两位票数最高的两位嫌疑人，五位玩家投票多一次来锁定真凶。（为二搜的投票）
    - 第七季第2案《天台公寓》里面，由于鸥好房(王鸥)和魏点击(魏晨)分别各获得3票平票，并除两位被投其他嫌疑人，导演组决定除两位以外，五位玩家投票多一次来决定最终锁定真凶。（为二搜的投票）
    - 第九季第二案由于没有侦探的票加上蓉一麦和张服来2票平票，且有两位嫌疑人各投其他嫌疑人。其他四位玩家(无论上一轮是投谁)再次从蓉一麦和张服来二选一。(每个人只有一票)
- 真相公开：公布真正的凶手，获胜者领取酬金。（何炅的徽章不会算入徽章排行榜）
  - 第八季第2案《落日驚魂II》中由於贾鲨鲨意识没有被消除，因此主謀和同陣營的共謀分別获得三枚徽章。
  - 第八季第7案《黑金大劫案》的真兇以0票逃脫，獲得全部徽章。
  - 第八季第10案《藍色大海的傳說》的兩名真兇以0票逃脫，分別獲得三枚徽章。

## 節目列表
| 季   | 播出日期       | 结束日期      | 集数 | 每集长度 |
| ---- | -------------- | ------------- | ---- | -------- |
| 第一 | 2016年3月27日  | 2016年6月23日 | 13   | 90分鐘   |
| 第二 | 2017年1月13日  | 2017年4月14日 | 14   | 120分鐘  |
| 第三 | 2017年11月3日  | 2018年1月26日 | 13   | 150分鐘  |
| 第四 | 2018年10月26日 | 2019年1月25日 | 14   | 190分鐘  |
| 第五 | 2019年11月8日  | 2020年2月14日 | 13   | 190分鐘  |
| 第六 | 2020年12月24日 | 2021年3月17日 | 12   | 230分鐘  |
| 第七 | 2022年1月28日  | 2022年5月13日 | 12   | 230分鐘  |
| 第八 | 2023年1月19日  | 2023年4月20日 | 13   | 270分鐘  |
| 第九 | 2024年2月14日  | 2024年5月8日  | 13   | 270分鐘  |
| 第十 | 2025年2月5日   | 2025年5月22日 | 13   | 270分鐘  |

### 第一季
- 于2016年3月27日起每周日在芒果TV独家播出。
  - 原定于2016年3月20日在芒果TV播出，但播出当日宣布“因诸明星侦探的全新形象过于颠覆，与导演组存在较大争议。[11]
- 何炅、撒贝宁、吳映潔、王鷗、白敬亭、大張偉為固定成員。
  - 乔振宇後期因拍戲繁忙參與比較少，而白敬亭和大张伟則由於反應良好正式成為固定玩家。[12][13]

### 第二季
- 於2017年1月13日首播。
- 何炅、撒贝宁、吳映潔、王鷗、白敬亭為固定成員。
- 第二季設立《名侦探俱乐部》短片，內容為案件还原以及明星幕后花絮记录，芒果TV会员独享。[14][15]
  - 另設《大白吧真相》案件还原短片独立播出。

### 第三季
- 於2017年9月22日首播。[16]
  - 2017年9月29日12时许，《明星大侦探》第三季第一案播出不久后突然下线，节目组回应称节目需要更多时间打磨优化，将推迟上线。[17][18]节目后于2017年11月3日起恢复播出。[19][20]
- 何炅、撒贝宁、吳映潔、白敬亭為固定成員。[21]

### 第四季
- 於2018年10月26日首播。[22]
  - 第四季設立《名侦探俱乐部》短片，內容為案件还原、下期玩家抽卡環節以及明星幕后花絮记录。
- 何炅、撒贝宁、吳映潔、王鷗、白敬亭為固定成員。

### 第五季
- 於2019年11月8日首播。[23][24][25]
  - 於2019年11月1日播出特別篇“NZND破冰演唱會”。
  - 第五季設立《名侦探俱乐部》短片，內容為獲取第三次搜證機會的小黑屋测试、案件还原、下期玩家抽卡環節以及明星幕后花絮记录。
  - 第五季設立《名侦探学院》，內容為競逐《明星大偵探》正片偵探助理。周日中午12时播出。
- 何炅、撒贝宁、吳映潔、王鷗、白敬亭為固定成員。

### 第六季
- 於2020年12月24日首播。[26][27]
  - 於2020年12月18日播出特別篇“NZND頂牛演唱會”付费节目。[28]
  - 於2021年2月11日播出新春特別企劃“名偵探的法則”付費節目。
  - 第六季設立《名侦探学院》，內容為競逐《明星大偵探》正片前線偵探。
  - 第六季設立《名侦探俱乐部》短片。内容为獲取第三次搜證機會的小黑屋测试、路透精彩花絮、真相揭晓。
- 何炅、撒貝寧為固定成員。

### 第七季
- 于2022年2月10日首播。
  - 于2022年1月28日播出特别篇“超前聚会之侦探老友记”节目。
  - 于2022年2月2日及3日播出特别篇“侦心侦意新春演唱会”付费节目。
  - 第七季设立《超前彩蛋》短片，《名侦探俱乐部》短片，中限芒果TV会员独享。
- 何炅、大张伟、张若昀、杨蓉、王鸥、魏晨为固定成员。
  - 撒贝宁（名侦探俱乐部会长）因工作原因缺席本季录制，因此本季主题为寻找消失的撒侦探。

### 第八季
- 于2023年1月26日首播。
  - 于2023年1月12日及13日播出特别篇“侦心侦意新春演唱会”付费节目。
  - 于2023年1月19日播出超前聚会“森林进化论之森林之战”节目。
- 何炅、大张伟、张若昀、杨蓉、王鸥、魏晨为固定成员。

### 第九季
- 于2024年2月1日首播。
  - 于2024年1月18日及25日播出特别篇“侦心侦意新春演唱会”付费节目。
  - 第九季設立《超前彩蛋》短片，《名偵探俱樂部》短片，中限芒果TV會員獨享。

### 第十季
- 于2025年2月5日首播。
  - 于2025年1月22日播出特别篇“侦朋友的演唱会”付费节目。
  - 于2024年12月、2025年1月播出“名侦探的假期”节目。
  - 第十季設立《超前彩蛋》短片，周二中午限芒果TV會員獨享。

## 制作
并进行本土化，芒果TV购得独家版权，并在原版PD指导下历时7个月制作了第一季节目。轉型為普法教育推理节目，並與最高人民法院共同推出全民普法宣传教育环节《大侦探合议庭》。

## 遊戲玩家

### 固定玩家
| 姓名            | 年齡           | 參與期數 | 綽號                                                                     | 備註                                                                                            | 闪耀侦探获得次数       |
| --------------- | -------------- | --- | ------------------------------------------------------------------------ | ----------------------------------------------------------------------------------------------- | ---------------------- |
| 何炅            | 1974年4月28日  | 一至九季全季 | 搜證王、 金條王、 雙北CP、 何泰迪、 何三歲、 咪咪                        | 偵探編號002「小幺」 名侦探俱乐部代理会长                                                        | 排行榜不会出现他的名字 |
| 撒貝寧          | 1976年3月23日  | 一至六季 第七季：第11期(NPC) | 狗頭偵探、 芳心縱火犯、 撒明燈、 福爾摩撒、 雙北CP、 撒柯基              | 偵探編號001「狗頭」 名侦探俱乐部会长 第七季后因工作原因无法参与 NPC：第七季第11期               | 无                     |
| 王鷗            | 1982年10月28日 | 第一季：全季（除第3案） 第二季：先導、第3-6案 第三季：第4、6-8案 第四季：先導、第1-3、5-6、8案 第五季：第5、9-10案 第六季：第7、11-12案、收官 第七季：先導、演唱會、2-3、7-10案 第八季：演唱会、先导、1-2、5-6、8、10              | 貓眼偵探、 直覺女神                                                      | 偵探編號003「貓眼」 NPC：第四季第2案 第八季首发玩家                                             |                        |
| 吳映潔 （鬼鬼） | 1989年8月11日  | 第一季：全季 第二季：第1、4、6-8、11-12案 第三季：先導、第1-5、7、10-12案、收官 第四季：第3、5、9-10案 第五季：第5、8-10案、收官                                                                                                   | 搜證王、 警犬/犬王/搜證犬、 開鎖王/鎖匠                                  | 偵探編號004「警犬」 第六季后因工作原因无法参与                                                  | 无                     |
| 白敬亭          | 1993年10月15日 | 第一季：第1-3、7-9、12案、頒獎典禮 第二季：先導、新春SP、第1-5、7-9、12案 第三季：先導、第1-2、5、8-12案、收官 第四季：先導、第1-2、4、6、11-12案、收官 第五季：演唱會、先導、第1-3、6案 第六季：演唱會、SP、第1-2、10、12案、收官 | 狄仁白、 工藤新白、 背锅俠、 注孤生、 白薩摩、 白RAP、 白譜、 密室終結者 | 偵探編號006「Rap」 第一季原為嘉賓，後期成為固定玩家。 NPC：第二季第8案 第七季因工作原因无法参与 | 无                     |
| 張若昀          | 1988年8月24日  | 第一季：第5、8 第三季：先導、第1-2案 第四季：先導、第1、2、5、11-12案、收官 第五季：先導、第1-3、11-12案 第六季：第1-3案 第七季：全集（除超前聚会） 第八季：演唱会、先导、全集 第九季：全集                                        | 張二哈、 張高級、 闪耀侦探                                               | 第三至八季首發玩家 NPC：第五季第12案（下）                                                      |                        |
| 大張偉          | 1983年8月31日  | 第一季：第2-3、5、10-12案、收官 第二季：新春SP、第2、10案 第三季：第11-12案 第四季：第10案 第六季：第3、5、8、11案 第七季：全集 第八季：演唱会、先导、全集 第九季：全集                                                            | 偵探編號005「太陽」                                                      | 第七、八季首發玩家 NPC：第三季第12案 NPC和嘉宾：第七季第7案                                     |                        |

### 常駐玩家
- 以第一次登場次序排序

| 姓名   | 年齡           | 參與期數 | 綽號                          | 備註                                       |
| ------ | -------------- | --- | ----------------------------- | ------------------------------------------ |
| 劉昊然 | 1997年10月10日 | 第一季：第4案 第四季：先導、第1-2、11-12案、收官 第五季：新春SP、第5、10-12案、收官 第六季：第1-2案 第七季：第10-11案、收官 第八季：9-13案 | 劉柴犬、闪耀侦探              | 第四季、第六季首發玩家                     |
| 魏大勛 | 1989年4月12日  | 第一季：第6案 第二季：第1、4、7-8、11-12案 第三季：第3-4、6、8-9案 第四季：第2、4、7案 第五季：第4-5案 第六季：演唱會、SP、第4、6、9、11期 第八季：演唱会、先导、3-4、7-8、12-13 第九季：演唱會、先導、1-3、5                                                   | 魏什麼、 金毛勛、魏延時       | 第7季因档期原因無法参加本季的节目          |
| 楊蓉   | 1981年6月3日   | 第二季：第1、7-10案 第三季：第6、10-12案 第五季：演唱會、第4、6-7案 第六季：第1-2、9、11-12案、收官 第七季：先導、演唱會、第1、3-5、9、11案、收官 第八季：演唱会、先导、1-2、5、8、9、12-13 第九季：演唱會、先導、1-2、4-6                                      | 闪耀侦探、 小笼女（有蓉投蓉） | 第六至九季首發玩家 NPC：第三季第12案       |
| 魏晨   | 1986年2月22日  | 第二季：第11案 第三季：第3-5、7、12案、收官 第四季：第6-7、9案 第五季：演唱會、新春SP、第4、7、9-12案 第六季：演唱會、SP、第4-7、9、11-12案、收官 第七季：先導、演唱會、第1-2案、第6、9-11案、收官第八季：演唱会、先导、1-5、10-13 第九季：演唱會、先導、1-2、5 | 梗王                          | 第七、八季首發玩家 NPC：第五季第12案（上） |
| 吳昕   | 1983年1月29日  | 第四季：第7案 第五季：演唱會、第6案 第六季：演唱會、第4-5、9期 第七季：先導、演唱會、2、5-7、11 第八季：演唱会、先导、3-4、7、11-13 第九季：演唱會、先導、3、5-6                                                                                                | 闪耀侦探、 小笼女（有吴投吴） |                                            |
| 喬振宇 | 1978年11月1日  | 第七季：先导、SP、3-4 |                               |                                            |
| 王鸥   | 1982年10月28日 | 第七季：先导、SP、2、3、7-10 第八季：演唱会、先导、1-2、5-6、8、10 |                               | 第八季首发玩家                             |
| 戚薇   | 1984年10月26日 | 第七季：先导、SP、1、7、10 |                               | 第七季首发玩家                             |

### 嘉賓
| 姓名             | 職業                           | 參與期數 | 备注              |
| ---------------- | ------------------------------ | --- | ----------------- |
| 喬振宇           | 演員                           | 第一季：先導、第1、9案 第二季：第5-6案 第三季：第10案 第四季：第8案 第七季：先導、演唱會、3-4                         | 第一季首發玩家    |
| 陳若軒           | 演員                           | 第一季：第3案 |                   |
| 歐陽娜娜         | 演員                           | 第一季：第4案 |                   |
| 孫堅             | 演員                           | 第一季：第6案 |                   |
| 蔡康永           | 主持人                         | 第一季：第7案 |                   |
| 王嘉爾           | 歌手、主持人、音樂製作人       | 第一季：第10案 第二季：新春SP、第2、5-6、9-10案 第三季：第5案                                                         |                   |
| 炎亞綸           | 歌手、主持人、演員             | 第一季：第11案 |                   |
| 林依晨           | 歌手、演員                     | 第二季：先導、第3案                                                                                                   |                   |
| 董力             | 前擊劍運動員、現歌手、演員     | 第二季：先導、第3案                                                                                                   |                   |
| 陳意涵           | 演員、導演                     | 第二季：新春SP、第2案                                                                                                 |                   |
| 薛之謙           | 歌手、主持人、演員             | 第二季：第8案 |                   |
| 蘇有朋           | 演員、歌手、製作人、導演       | 第二季：第9案 |                   |
| 孫怡             | 演員                           | 第二季：第10案 第八季：演唱会、先导、第6-7案 第九季：演唱會、先導、3-4                                                |                   |
| 沙溢             | 演員                           | 第二季：第11案 |                   |
| 黃磊             | 演員、導演、歌手、教師、主持人 | 第二季：第12案 |                   |
| 吳磊             | 演員                           | 第三季：先導、第1-2案                                                                                                 |                   |
| 王源             | 歌手、主持人、演員             | 第三季：第3案 第四季：第8案                                                                                           |                   |
| 潘粵明           | 演員                           | 第三季：第6、8-9、11（NPC）、12案、收官                                                                               |                   |
| 熊梓淇           | 演員、歌手                     | 第三季：第7案 |                   |
| 颜如晶           | 辩手                           | 第三季：第9案 |                   |
| 鄧倫             | 演員、歌手                     | 第四季：第3案 第七季：第5案                                                                                           |                   |
| 黃明昊           | 歌手                           | 第四季：第3-4、10案 第五季：演唱會、第7-9案 第六季：演唱會、SP、第8案 第七季：第6、8案 第八季：9 第九季：演唱會、先導 |                   |
| 譚松韻           | 演員                           | 第四季：第4、6、8案                                                                                                   |                   |
| 林更新           | 演員                           | 第四季：第5、7案 |                   |
| 喬杉             | 演員                           | 第四季：第9案 |                   |
| 馬麗             | 演員                           | 第四季：第9案 |                   |
| 喬欣             | 演員                           | 第四季：第10案 |                   |
| 謝娜             | 主持人、演員、歌手             | 第四季：第11-12案、收官                                                                                               |                   |
| 井柏然           | 演員                           | 第五季：先導、第1-2案                                                                                                 | 第五季首發玩家    |
| 姜逸磊（Papi醬） | 視頻創作者                     | 第五季：先導、第1-2案                                                                                                 | 第五季首發玩家    |
| 侯明昊           | 演員、歌手                     | 第五季：演唱會、第3-4、7案                                                                                            |                   |
| 范丞丞           | 演員、歌手                     | 第五季：演唱會、第6、8案                                                                                              |                   |
| 戚薇             | 演員、歌手                     | 第五季：第3期 第六季：演唱會、SP、第3、8-10期 第七季：先導、SP、1、7、10                                              | 第七季首發玩家    |
| 肖戰             | 演員、歌手                     | 第五季：第11-12案、收官                                                                                               |                   |
| 金靖             | 演员                           | 第六季：演唱會、第6-8、11案                                                                                           | NPC：第六季第11案 |
| 周深             | 歌手                           | 第六季：演唱會、SP |                   |
| 张新成           | 演员                           | 第六季：第3-5、10-12案、收官 第七季：先導、演唱會                                                                     |                   |
| 郭采洁           | 演员、歌手                     | 第六季：第4案 |                   |
| 張雨劍           | 演员                           | 第六季：第7案 |                   |
| 张天爱           | 演员                           | 第七季：第4案 第九季：演唱會、先導                                                                                    |                   |
| 王勉             |                                | 第七季：木偶复仇记2（未播） 第八季：演唱会、先导                                                                      |                   |
| 尹昉             | 演员                           | 第八季：6 |                   |
| 马思纯           | 演员                           | 第九季：演唱会、先导                                                                                                  |                   |
| 张宥浩           | 演员                           | 第九季：演唱会、先导、6、8                                                                                            |                   |
| 彭昱暢           | 演员                           | 第九季：4 |                   |

### NPC/偵探/偵探助理
| 姓名     | 職業                                                                                       | 參與期數 | 備注 |
| -------- | ------------------------------------------------------------------------------------------ | --- | --- |
| 林柏宏   | 演員                                                                                       | 第二季：第3案 | NPC |
| 夏之光   | 歌手、演员                                                                                 | 第二季：第11案 | 第二季特别偵探助理 |
| 齊思鈞   | 主持人                                                                                     | 第三季：第1案 第五季：演唱會、第5-7、9期 第六季：演唱會、SP 第七-九季：演唱會 | 偵探助理 NPC：第三季第1案；第五季第5、9案 《大侦探合議庭》固定成员 第七季花絮节目《名侦探俱乐部7》主持人 《大偵探合議庭》主持人 |
| 羅予彤   | 演员                                                                                       | 第三季：第2案 第四季：第7案 第六季：演唱會、SP、第9案 | NPC |
| 趙英博   | 演员                                                                                       | 第三季：第9期 | NPC |
| 劉已航   | 演员                                                                                       | 第三季：第10期 | NPC |
| 蒲熠星   | 南京大學商學院本科生、 約翰·霍普金斯大學研究生、 風險投資人                                | 第四季：先導、第1-2、4、8-10、12案、收官 第五季：演唱會、第1-3、5、8案 第六季：演唱會、SP、第1-2、9案 第七季：演唱會、第2期、第5期、第7-9期 第八季：演唱會、1-2、6、10 第九季：演唱會、4、6 | 偵探助理：第四-七季 代理偵探：第五季第2案 NPC：第五季第8案 侦探：第六季、第七季第7案 兇手:第六季第2案                           |
| 郭文韜   | 北京大學光華管理學院金融學學士、 數學科學學院數學與應用數學雙學位                          | 第五季：演唱會、第8、12案 第六季：演唱會、SP、第3-4、8案 第七季：演唱會、第3案-第4案、第6案 第八季：演唱會、第3案-第4案、第9案 第九季：演唱會、第1案、第二案（NPC）、第8案                  | 偵探助理：第五、七、八、九季 侦探：第六季                                                                                       |
| 唐九洲   | 北京郵電大學學生、 IXFORM成員                                                              | 第四季：第3、7案 第五季：演唱會、第5、10-11案 第六季：演唱會、SP、第9期 | 偵探助理 NPC：第五季第10期 |
| 周峻緯   | 加拿大麥吉爾大學心理學社會學雙學位本科生、 演員                                            | 第四季：第5-6案 第五季：演唱會、第10案 第六季：第11案 | 偵探助理：第五季 偵探：第六季                                                                                                   |
| 宋妍霏   | 演员                                                                                       | 第五季：演唱會、第6案 第六季：演唱會 | NPC：第五季第6案 |
| 張雙利   | 演员                                                                                       | 第六季：第1案 | NPC |
| 張興澤   | 演员                                                                                       | 第六季：第1案 | NPC |
| 曹恩齊   | 演员                                                                                       | 第六季：第3案 | NPC |
| 何運晨   | 律師                                                                                       | 第六季：第5、10案 第七季：第1案 | 偵探：第六季 偵探助理：第七季第1案                                                                                              |
| 李晉曄   | 律師、北京外國語大學法學學士、美國佐治城大學法學碩士、中國國家統一法律職業資格考試(已通過) | 第六季：第6-7案 | 偵探：第六季 偵探助理：第七季第1案                                                                                              |
| 石凱     | 歌手                                                                                       | 第五季：演唱會 第六季：演唱會、SP 第七-九季：演唱會 | NPC |
| 黄子弘凡 | 歌手                                                                                       | 第八季：8 第九季：演唱會 | |

## 排名
| 大侦探第七季徽章排行榜                       | 大侦探第七季徽章排行榜 | 大侦探第七季徽章排行榜 | 大侦探第七季徽章排行榜 | 大侦探第七季徽章排行榜 |
| 排名                                         | 玩家                   | 案件                   | 身份                   | 獲得徽章數             |
| -------------------------------------------- | ---------------------- | ---------------------- | ---------------------- | ---------------------- |
| —                                            | 何炅                   | 超前聚会-11            | 固定                   | 12                     |
| 1                                            | 张若昀                 | 1-11                   | 固定                   | 10                     |
| 2                                            | 吴昕                   | 超前聚会、2、5-7、11   | 常驻                   | 7                      |
| 2                                            | 刘昊然                 | 10-11                  | 常驻                   | 7                      |
| 3                                            | 杨蓉                   | 超前聚会-1、3-5、9、11 | 常驻                   | 6                      |
| 5                                            | 大张伟                 | 超前聚会-11            | 固定                   | 5                      |
| 5                                            | 魏晨                   | 超前聚会-2、6、8-11    | 常驻                   | 5                      |
| 7                                            | 王鸥                   | 超前聚会、2-3、7-10    | 常驻                   | 4                      |
| 8                                            | 戚薇                   | 超前聚会-1、7、10      | 常驻                   | 3                      |
| 8                                            | 郭文韬                 | 3-4、6                 | 助理                   | 3                      |
| 10                                           | 蒲熠星                 | 2、5、7-9              | 助理                   | 2                      |
| 11                                           | 张天爱                 | 4                      | 嘉宾                   | 1                      |
| 11                                           | 黄明昊                 | 6、8                   | 嘉宾                   | 1                      |
| 13                                           | 乔振宇                 | 超前聚会、3-4          | 常驻                   | 0                      |
| 13                                           | 张新成                 | 超前聚会               | 常驻                   | 0                      |
| 13                                           | 何运晨                 | 1                      | 助理                   | 0                      |
| 张若昀、吴昕、刘昊然、杨蓉获得“闪耀侦探”称号 |                        |                        |                        |                        |

## 争议
2020年12月24日，当日明星大侦探第6季第一案（上）在湖南网络影音平台「芒果TV」播出时，节目中所有应景圣诞节的装饰几乎都被雾化处理或用动画图案遮掩，导致画面中除了演出艺人外一片模糊，引发舆论热议严重影响观感，认为电视台矫枉过正。在隔天播出的第一案（下）中，同样的圣诞装饰则没有雾化处理。
第7季第6集原定为《木偶复仇记2》，嘉宾有何炅、张若昀、大张伟、戚薇、邓伦、王勉、文韬。但因邓伦逃税丑闻，本期节目被取消，《机智的老年生活》提前一周上传。（后来在木偶复仇记3中有提到凶手为王木偶（王勉）并逃脱成功。所以王勉获得六枚徽章。）
在第七季第六案《机智的老年生活》中，黄明昊饰演的角色为老人，而在录制过程中由于未穿秋裤被何炅调侃“不尊重老人”，随后“何炅说黄明昊不尊重老人”的热搜在微博上出线。随后，节目官方微博发了声明，称“《大侦探》是一档互联网普法教育节目，节目一直坚持积极向上的节目制作理念，传播正能量。但自节目开播以来，多次有断章取义的话题词条出现，恶意曲解节目内容，煽动负面舆论情绪。对于节目内容所遭受的恶意攻击，我们已经第一时间将相关证据提交微博官方平台，也通过法律途径在维护权益”。